# Elvis Abbruscato
Elvis Abbruscato (Reggio Emilia, 14 april 1981) is een Italiaans voetballer.
Scardina begon zijn voetbalcarrière in de jeugd van plaatselijke profclub AC Reggiana 1919. Na wisselend succes werd hij in de zomer van 2010 overgenomen door Vicenza Calcio. Vanaf het seizoen 2012-2013 komt uit voor Pescara Calcio

## Wedstrijden
| Seizoen   | Club             | Land   | Competitie | Wedstrijden | Doelpunten |
| --------- | ---------------- | ------ | ---------- | ----------- | ---------- |
| 1998-1999 | AC Reggiana 1919 | Italië | Serie B    | 2           | 0          |
| 1999-2000 | Hellas Verona    | Italië | Serie B    | 0           | 0          |
| 2000-2001 | Livorno          | Italië | Serie B    | 11          | 1          |
| 2001-2002 | US Triestina     | Italië | Serie C1   | 25          | 5          |
| 2002-2003 | Hellas Verona    | Italië | Serie B    | 19          | 2          |
| 2003-2006 | AC Arezzo        | Italië | Serie C    | 100         | 43         |
| 2006-2007 | Torino Calcio    | Italië | Serie B    | 29          | 3          |
| 2007-2008 | Lecce            | Italië | Serie B    | 40          | 15         |
| 2008-2009 | Torino Calcio    | Italië | Serie A    | 10          | 1          |
| 2009-2010 | Chievo Verona    | Italië | Serie A    | 15          | 2          |
| 2010-2012 | Vicenza Calcio   | Italië | Serie B    | 78          | 32         |
| 2012-...  | Pescara Calcio   | Italië | Serie B    | 2           | 0          |